# 吉田苞

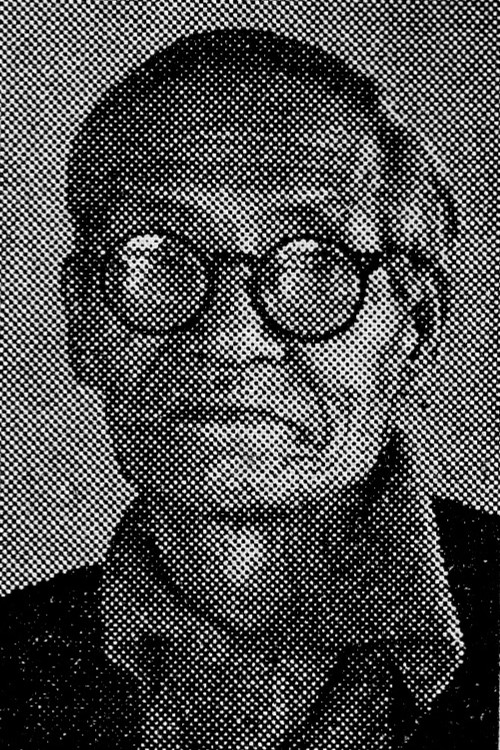
吉田苞

吉田 苞（よしだ しげる、1883年〈明治16年〉4月25日 - 1953年〈昭和28年〉4月27日）は、日本の洋画家。岡山県上道郡八幡村（後の上道郡宇野村大字八幡、現在の岡山市中区）生まれ。

## 略歴
- 岡山県立岡山中学校在学中、大森陶生に水彩画を学ぶ。
- 1903年（明治36年） - 同校卒業。
- 1908年（明治41年） - 東京美術学校西洋画科卒業。
- 1910年（明治43年） - 同校研究科修業。この間、黒田清輝、藤島武二らに学ぶ。
- 1911年（明治44年） - 東京の麻布連隊へ志願兵として入兵。歩兵伍長として同年末除隊。
- 1912年（明治45年/大正元年） - 岡山に帰る。ヨーロッパ留学から帰国した児島虎次郎と岡山洋画研究会（現在の岡山美術研究会）創立。
- 1915年（大正4年） - 第九回文部省美術展覧会に『森』を出品し入選。以後、文展・帝展に毎回入選して洋画家としての地歩を築く。
- 1919年（大正8年） - 第六高等学校自在画課の講師となる。
- 1920年（大正9年） - 美術研究のため欧州に遊学。主にフランスに足をとどめ、ドイツ・イタリア・ベルギー・スペイン・オランダを一巡して翌年帰国。
- 1921年（大正10年） - 第三回帝展に滞欧中の作品『ブリュージュにて』を出品し特選。
- 1922年（大正11年） - 第四回帝展に『母と子』を出品し特選。
- 1928年（昭和3年） - 帝展無鑑査に推薦。

対露宣戦布告御前会議

- 1929年（昭和4年） - 児島虎次郎の死去により、同人が担当していた聖徳記念絵画館壁画『対露宣戦布告御前会議』を揮毫することになる。児島が建てた都窪郡中洲村酒津（現在の倉敷市酒津）の特設アトリエに立て籠もり壁画に専念する。
- 1934年（昭和9年） - 『対露宣戦布告御前会議』完成し納入する。
- 1935年（昭和10年） - 帝展廃止後の二部会に『奈良の森』を出品。
- 1936年（昭和11年） - 二部会に『緑端』を出品。これ以降は中央の展覧会には出品せず、自己の創作活動と岡山洋画研究会の指導に専念。
- 1942年（昭和17年） - 第六高等学校の自在画課目廃止のため講師を辞任。
- 1944年（昭和19年） - 合同新聞社文化賞受賞。
- 1945年（昭和20年）6月29日 - 岡山空襲。岡山市小橋町のアトリエは罹災を免れるものの、罹災地にあった吉田の作品は焼失する。
- 1953年（昭和28年）2月 - 岡山県文化賞受賞。
- 1953年（昭和28年）4月27日 - 十二指腸潰瘍のため岡山市小橋町の自宅で死去。

（参考文献：、）

## 親族
- 清 - 妹（島村久養子）[3]。